# Tadeusz Kożusznik
Tadeusz Kożusznik (n. 17 decembrie 1914, Prostřední Suchá⁠(d), Moravia-Silezia, Cehia – d. 8 noiembrie 1988, Łódź, Polonia) a fost un actor de teatru și film polonez.

## Biografie
S-a născut pe 17 decembrie 1914 în satul Mittel Suchau (în poloneză Sucha Średnia, în cehă Prostřední Suchá) din Austro-Ungaria, care a fost integrat ulterior, după Primul Război Mondial, destrămarea imperiului austro-ungar, Războiul Polono-Cehoslovac și divizarea regiunii sileziene Cieszyn, în Cehoslovacia. A debutat în trupele teatrale de amatori și a fost, printre altele, fondator și actor al teatrului feroviar din Tomaszów Mazowiecki.
În anul 1952 a promovat examenul extern de actor, după care a fost angajat ca actor la Teatrul Universal din Łódź. A debutat ca actor profesionist pe 10 mai 1953 în rolul personajului Rozbójnik III din spectacolul Królowa Śniegu după Kazimiera Jeżewska, pus în scenă de regizoarea Maria Malicka. A făcut parte din trupa Teatrului Universal din Łódź (1952-1956) și apoi a Teatrului Regional din Łódz (Teatr Ziemi Łódzkiej, 1956-1979). A colaborat apoi în anii 1980 la Teatrul „Julian Tuwim” din Łódź și la Teatrul „Stefan Jaracz” din Łódź. A scris, de asemenea, feerii și piese de teatru, printre care Żabi król (1956, împreună cu Henryk Lotar), Kocha, lubi szanuje... (1961), Niepoprawny misio (1970) și Zaczarowane kwiaty (1973). Tadeusz Kożusznik a apărut în roluri secundare în mai multe filme poloneze.
A murit pe 8 noiembrie 1988 în orașul Łódź, la vârsta de 73 de ani.

## Filmografie
- 1968: Păpușa
- 1969: Przygody pana Michała (ep. 11)
- 1970: Cum am declanșat Al Doilea Război Mondial – militar german
- 1974: Ile jest życia – un bătrân (ep. 2)
- 1977: Gdzie woda czysta i trawa zielona – directorul întreprinderii alimentare
- 1977: Śmierć prezydenta – deputat de dreapta
- 1978: Rodzina Połanieckich (ep. 7)
- 1979: Epizod
- 1980: Kariera Nikodema Dyzmy (ep. 3 și 5)
- 1980: Królowa Bona (ep. 4)
- 1980: Wyrok śmierci
- 1981: Hamadria
- 1981: Jan Serce – zugravul care renovează apartamentul (ep. 2)
- 1982: Vraciul – Franciszek, majordomul familiei Czyński
- 1983: Fucha – preot
- 1983: Wedle wyroków twoich...
- 1983: Wierna rzeka – majordomul Dominik
- 1984: Alabama
- 1984: Romans z intruzem – polițist
- 1984: Vabank II, czyli riposta – „soldatul polonez"
- 1986: Pierścień i róża
- 1986: Pierścień i róża (serial TV)
- 1986: Trenul de aur
- 1987: Opowieść Harleya
- 1987: Ucieczka z miejsc ukochanych – preotul care-i cunună pe Natalia și Jasiow (ep. 8)

## Distincții
- Crucea de Merit de aur (1976)[2][3]
- Insigna „Activist cultural merituos” (1971)[2][3]
- Insigna de onoare a orașului Łódź (1980)[2][3]